# Dietrich Arnsborg

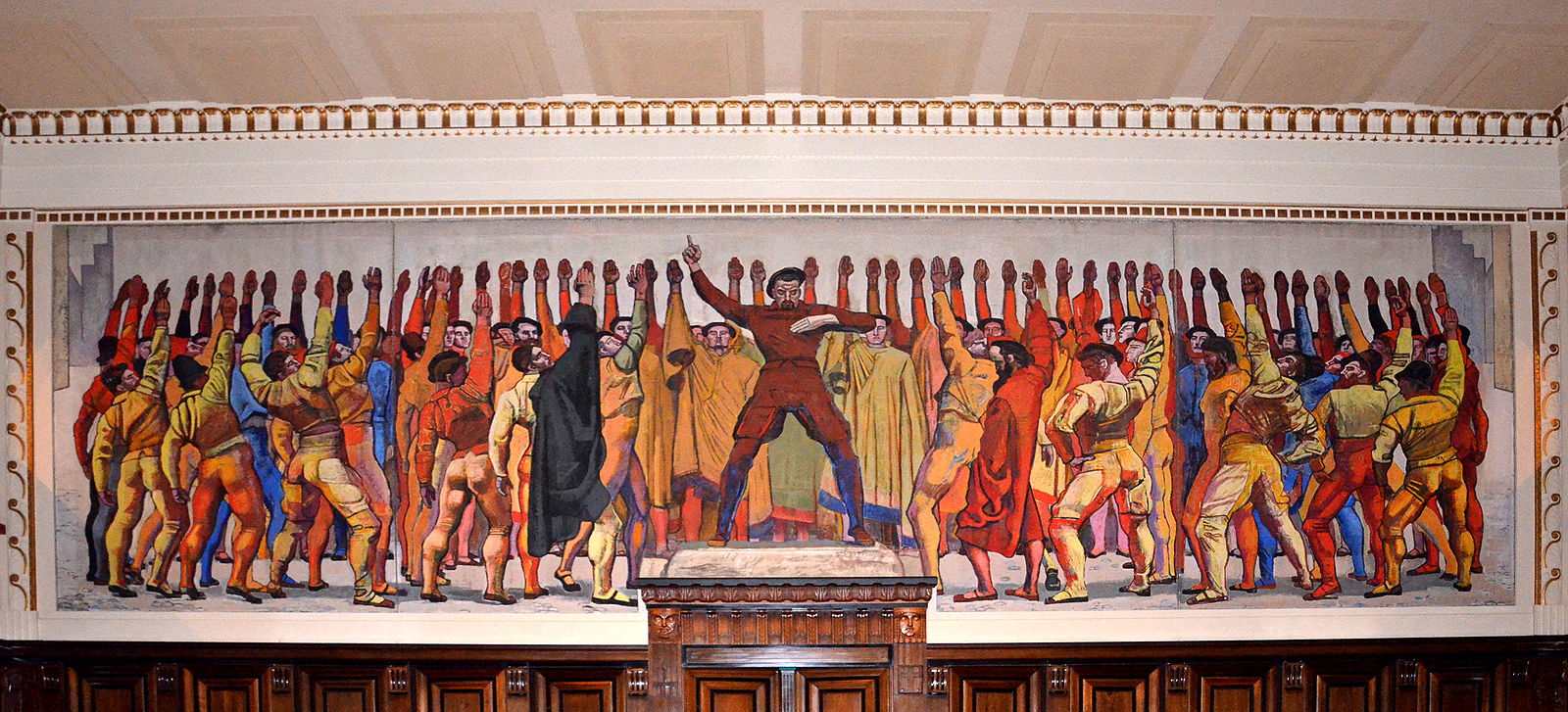
Dietrich Arnsborg auf erhöhtem Podest lässt die Bürger 1533 auf die Lehre der Reformation schwören;
Gemälde von Ferdinand Hodler im Auftrag von Heinrich Tramm, 1913, „Hodler-Saal“, Neues Rathaus von Hannover

Dietrich Arnsborg (auch: von Arensborg) (* um 1475 in Hannover; † 1558 ebenda) war unter anderem Worthalter und maßgeblich an der Einführung der Reformation in der Stadt Hannover beteiligt.

## Leben
Dietrich von Arnsborg war ein „Sohn des gleichnamigen und 1473 [in Hannover] eingebürgerten Neubürgers, der 1486 erstmals in den Schossregistern [der Stadt] genannt“ wurde. 1498 wurde darin auch erstmals der Junior aufgeführt.
Zwei Jahre später wurde Arnsborg im Jahr 1500 Herr der Wache des Rates der Stadt und 1504 Ziegelherr. Gut zwei Jahrzehnte später von 1525 bis 1540 war Arnsborg sowohl gewählter Ältermann als auch Worthalter der „Gemeinheit“, der Gemeinschaft der nicht zunftgebundenen Bürger Hannovers, „der er, wenn auch nicht mehr als Worthalter, noch bis 1548 angehörte“.
Schon zuvor war Dietrich Arnsborg maßgeblich an der Einführung der Reformation in Hannover beteiligt: Am 26. Juni 1533 ließ der Worthalter die auf dem Marktplatz zwischen dem damaligen Rathaus und der Marktkirche versammelten Bürger schwören, zu der von Martin Luther angestoßenen neuen kirchlichen Lehre zu stehen. Arnsborg soll den Bürgern zugerufen haben: All dejenige, die nu fordan denket ein evangelischer Broder to syn un by dem Evangelio to blywen, die böhre syne Hand in die Höge. Daraufhin sei die Annahme der neuen Lehre einmütig erfolgt. Diese Schwurszene war auf dem Sockel des Lutherdenkmals an der Marktkirche in einer nicht mehr erhaltenen Reliefdarstellung zu sehen.
Dieser Schwur markierte den Beginn der Reformation „von unten“, gegen den Willen des altgläubigen Klerus und des katholischen Landesherrn Erich I., Herzog von Braunschweig-Lüneburg und regierender Fürst von Calenberg-Göttingen. Der Schwur wurde am 20. August des Jahres auf dem Alten Rathaus wiederholt; der am bisherigen Glauben festhaltende Rat der Stadt musste im selben Jahr durch Flucht in das seinerzeit noch katholische Hildesheim weichen. Erster Bürgermeister Hannovers nach der Reformation wurde Anton von Berckhusen.
Arnsborg, dessen am 28. Februar 1558 aufgesetztes Testament im „Stadtprotokollbuch“ überliefert ist, ist „vermutlich“ zwischen dem 28. Februar und dem 16. März 1558 gestorben.

## Ehrungen, Nachwirkungen

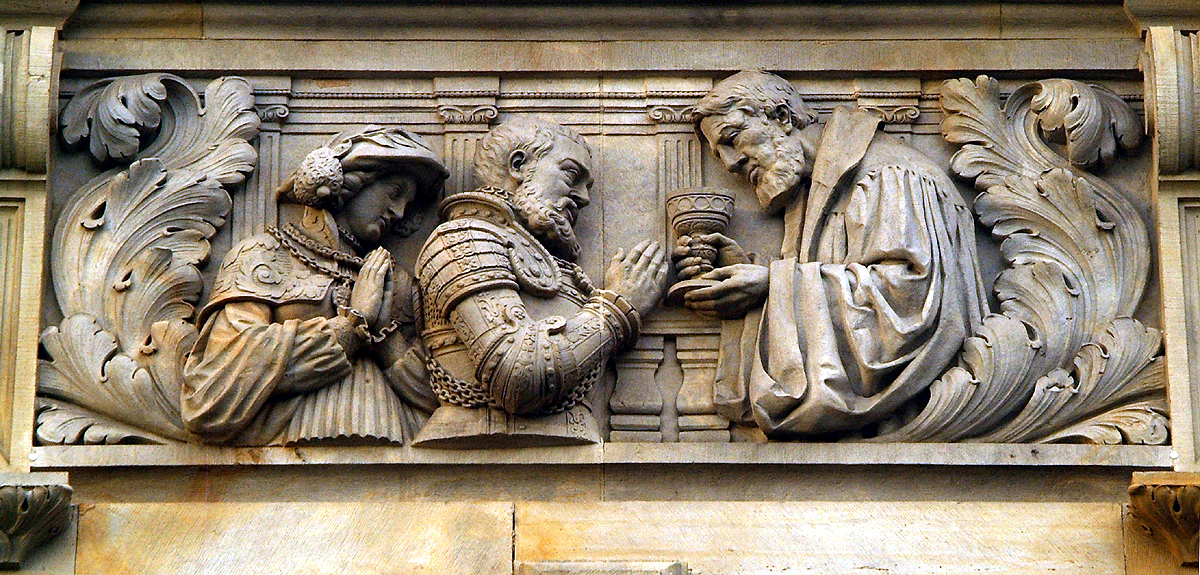
„Autoritär versus autonom?“ Herzog Ernst der Bekenner beim protestantischen Abendmahl im Jahr 1525 – er hatte mit der Reformation „von unten“ durch Arensborg und andere Bürger jedoch nichts zu tun;
Relief im Geschichtsfries am Neuen Rathaus, Trammplatz; Bildhauer Peter Schumacher

- Für einen Teil der malerischen Ausgestaltung des noch zur Zeit des deutschen Kaiserreichs erbauten Neuen Rathauses in Hannover beauftragte Stadtdirektor Heinrich Tramm den Schweizer Maler Ferdinand Hodler: In seinem Monumentalgemälde Einmütigkeit von 1913 steht der Worthalter Arnsborg auf erhöhtem Podest im Mittelpunkt zwischen den versammelten – zeittypisch rein männlichen – Bürgern. Tramm hielt an dem ursprünglich für den Bürgervorsteher-Saal geschaffenen Gemälde trotz seinerzeit zahlreicher Anfeindungen fest. Das Werk überstand sowohl den Nationalsozialismus wie auch die Luftangriffe auf Hannover im Zweiten Weltkrieg und nimmt heute eine Wand im Hodler-Saal des Rathauses in voller Breite ein.[8]
- Anders als das 1913 entstandene Gemälde Hodlers, das die Basisdemokratie hervorhebt, betont das etwa zur gleichen Zeit entstandene Geschichtsfries an der zum Trammplatz weisenden Fassade des Neuen Rathauses das eher autokratische, Mitbestimmungs-feindliche Verständnis von städtischer Autonomie: Nicht die Bürger von 1533, sondern der sich „bereits 1525 aus primär fiskalischen Gründen der Reformation anschließende Lüneburger Herzog Ernst, [der] mit der stadthannoverschen Bürgerreformation [...] nichts zu tun hatte“,[9] wurde in dem ganz rechten Bildrelief durch den Bildhauer Peter Schumacher verewigt.[10]
- Die 1929 im hannoverschen Stadtteil Kleefeld angelegte Arensborgstraße soll laut dem Adressbuch der Stadt Hannover „nach einer alten hannoverschen Patrizierfamilie“ benannt worden sein, laut dem Archivar Helmut Zimmermann jedoch „richtiger wohl nach dem Worthalter der Meinheit (der nicht zunftgebundenen Bürger) in der Reformationszeit“.[11]